# Старые Псарьки
Старые Псарьки́ — деревня в Ногинском районе Московской области России.

## Население
| 1852 | 1859 | 1926 | 2002 | 2006 | 2010 |
| ---- | ---- | ---- | ---- | ---- | ---- |
| 337  | ↘314 | ↗473 | ↘122 | ↘93  | ↗149 |

## География
Деревня Старые Псарьки расположена на востоке Московской области, в южной части Ногинского района, примерно в 32 км к востоку от Московской кольцевой автодороги и 8 км к юго-западу от центра города Ногинска.
В 5 км к западу от деревни проходит Монинское шоссе Р109, в 1 км к северу — Горьковское шоссе М7, в 11 км к югу — Носовихинское шоссе, в 5 км к востоку — Московское малое кольцо А107. Ближайшие населённые пункты — деревни Аксёно-Бутырки и Каменки-Дранишниково.
В деревне две улицы — Школьная и Шоссейная.
Связана автобусным сообщением с городом Ногинском и городом Электроугли.

## История
В середине XIX века деревня относилась ко 2-му стану Богородского уезда Московской губернии и принадлежала титулярному советнику Константину Павловичу Нарышкину, в деревне было 28 дворов, крестьян 154 души мужского пола и 183 души женского.
В «Списке населённых мест» 1862 года — владельческая деревня 2-го стана Богородского уезда Московской губернии по правую сторону Владимирского шоссе (от Богородска), в 5 верстах от уездного города и 17 верстах от становой квартиры, при реке Каменке, с 51 двором и 314 жителями (149 мужчин, 165 женщин).
По данным на 1890 год — деревня Шаловской волости 2-го стана Богородского уезда.
В 1913 году — 85 дворов и церковно-приходская школа.
По материалам Всесоюзной переписи населения 1926 года — центр Старопсарьковского сельсовета Пригородной волости Богородского уезда в 1,6 км от Владимирского шоссе и 7,5 км от станции Богородск Нижегородской железной дороги, проживало 473 жителя (221 мужчина, 252 женщины), насчитывалось 98 хозяйств, из которых 95 крестьянских.
С 1929 года — населённый пункт Московской области в составе:
- Старопсарьковского сельсовета Богородского района (1929—1930)[15],
- Старопсарьковского сельсовета Ногинского района (1930—1939)[16],
- Каменско-Дранишниковского сельсовета Ногинского района (1939—1954)[17],
- Аксёно-Бутырского сельсовета Ногинского района (1954—1957, 1959—1963, 1965—1994)[18][19][20],
- Загорновского сельсовета Ногинского района (1957—1959)[18],
- Аксёно-Бутырского сельсовета Орехово-Зуевского укрупнённого сельского района (1963—1965)[21],
- Аксёно-Бутырского сельского округа Ногинского района (1994—2006)[20],
- сельского поселения Аксёно-Бутырское Ногинского муниципального района (2006 — 2018)[22][23].
- Старокупавинской территории Богородского городского округа (с 2019 г.)